# Édouard Aymard
Pour les articles homonymes, voir Aymard.
Le baron Édouard Alphonse Antoine Aymard (1820-1880) était un général français.

## Éléments biographiques
Il est né le 31 janvier 1820 à Villemoustaussou dans l'Aude et décède à Paris le 10 juin 1880. Il est le fils du général Antoine Aymard, baron et pair de France.
Durant sa carrière, il fait campagne en Algérie, en Crimée et au Mexique, où il commande une brigade d'infanterie du corps expéditionnaire du Mexique. Il est promu général de brigade le 12 août 1864. Il est fait Commandeur de la
Légion d’Honneur le 12 mars 1866. Général de division le 12 août 1870, et sert à l'armée du Rhin durant la guerre de 1870. Il commande successivement
la 1re puis la 4e division du 3e Corps où il prend part aux batailles de Borny-Colombey, de Rezonville et de Saint-Privat.
Lors de la réorganisation de l’armée, il est nommé Inspecteur Général des Armées en 1872. En 1873, il prend le commandement du 16e corps d'armée et de la 16e division militaire.
Il est fait Grand-Officier de la Légion d’Honneur le 3 février 1875.
Nommé gouverneur militaire de Paris en 1878, il meurt dans cette fonction.

### Distinctions
- grand officier de la Légion d'honneur le 3 février 1875
- Com. Ordre impérial de Léopold (Autriche),
- GO ordre de Notre-Dame de Guadalupe (Mexique).
- Médaille de Crimée,
- Médaille commémorative de l'expédition du Mexique.